# Nate Hartley
Nathan Daniel "Nate" Hartley (n. 17 de enero de 1992) es un actor estadounidense. Es conocido por su papel estelar como Wade en Drillbit Taylor y por su aparición en numerosas series de Disney. También es conocido por su aparición en el vídeo musical de "Algo me gusta de ti" de Wisin & Yandel con Chris Brown y T-Pain.

## Primeros años
Hartley nació en Ravenna, Ohio, y es hijo de Michele y Rei Hartley. Tiene una hermana, Danielle. Comenzó su carrera en 1997 a la edad de cinco años mediante la realización de magia para su familia y amigos. Asistió a la Rootstown Local School, en la cual estuvo algunos años y luego se trasladó a otras escuelas. Asistió a la secundaria Middle School de Hartville, Ohio. A los 13 años, fue a seguir su carrera de actor en Hollywood.
Poco después se mudó a Los Ángeles, e inmediatamente comenzó a tomar clases de actuación. Sus años de realizar magia para la familia y los amigos dieron sus frutos cuando fue aceptado como miembro profesional de la Hollywood Magic Castle's Junior Magician Society.

## Carrera
Su carrera profesional como actor comenzó siendo una estrella invitada en The Bernie Mac Show. Su carrera continuó durante el verano de 2006 cuando obtuvo un papel recurrente en la serie de Nickelodeon Unfabulous y actuó junto a John Malkovich en el 2008, en la película The Great Buck Howard. Su primer papel principal fue en la película de comedia Drillbit Taylor, trabajando junto a Owen Wilson. También tuvo un papel como miembro de la LARP en Role Models, protagonizada por Paul Rudd y Sean William Scott. Así mismo, hizo un cameo en Fanboys. Realizó dos publicidades emitidas en 2008 a nivel nacional, para State Farm Insurance y Time Warner Cable. Hartley realizó luego una aparición en la serie de Disney Channel Hannah Montana, y también fue estrella invitada en JONAS, como un molesto amigo de Joe, llamado Carl. En 2012 participó en el vídeo musical de "Algo me gusta de ti", de los reggaetoneros Wisin & Yandel, con la participación de Chris Brown y T-Pain.
Hartley disfruta de la dirección y producción de películas y estudió en la UCLA, especializándose en dirección y efectos especiales. Ha comenzado su propia compañía de producción, Prodigy Productions, operada enteramente por jóvenes productores y actores. Actualmente divide su tiempo entre California y Ohio, cuando le es posible.

## Filmografía

### Cine
| Año  | Título                  | Papel              | Notas                                |
| ---- | ----------------------- | ------------------ | ------------------------------------ |
| 2007 | Swan Song               | -                  |                                      |
| 2008 | The Great Buck Howard   | Adolescente        |                                      |
| 2008 | Drillbit Taylor         | Wade               |                                      |
| 2008 | Role Models             | Rule Master        |                                      |
| 2010 | The Space Between       | Bobby              |                                      |
| 2010 | Dirty Girl              | Charlie            |                                      |
| 2013 | Movie 43                | Stevie Schraeder   | Aparece en el segmento «The Thread». |
| 2013 | Feels So Good           | Stuart             |                                      |
| 2014 | Behaving Badly          | Karlis Malinauskas |                                      |
| 2014 | Hello, My Name Is Frank | John               |                                      |
| 2015 | ImagiGARY               | Gary               | También escribió el guion.           |
| 2017 | South Dakota            | Buster             |                                      |
| 2017 | All About the Money     | Tim                | Escribió partes del guion.           |
| 2017 | Like.Share.Follow.      | Lyle               |                                      |

### Televisión
| Año           | Título                         | Papel                  | Episodios |
| ------------- | ------------------------------ | ---------------------- | --------- |
| 2006          | The Bernie Mac Show            | Samuel                 | 1         |
| 2007          | iCarly                         | Jeb                    | 1         |
| 2007          | Unfabulous                     | Mitch el Snitch        | 2         |
| 2009          | Jonas L.A.                     | Carl Schusterh         | 1         |
| 2009          | Rita Rocks                     | Lewis                  | 6         |
| 2010          | CSI: Crime Scene Investigation | Brian Lister           | 1         |
| 2009-2010     | Hannah Montana                 | Aaron                  | 2         |
| 2011          | Working Class                  | Jeremy                 | 1         |
| 2011          | Colt                           | Ollie Sokoloff         | 1         |
| 2009-2012     | Zeke & Luther                  | Oswald «Ozzy» Kepphart | 31        |
| 2012          | Best Friends Forever           | Keiran                 | 1         |
| 2012          | NTSF:SD:SUV                    | Mickey                 | 1         |
| 2012          | New Girl                       | Frankenstein           | 1         |
| 2013          | Addicts Anonymous              | Charlie Tanner         | 4         |
| 2014          | Perception                     | Andre                  | 1         |
| The Goldbergs | Dan                            | 23                     |           |
| 2016          | Those Who Can't                | Richard Cooper         | 1         |
| 2016          | NCIS: Los Ángeles              | Vinny                  | 1         |